# Proasellus adriaticus
Proasellus adriaticus är en kräftdjursart som beskrevs av Roberto Argano och Giuseppe L. Pesce1979. Proasellus adriaticus ingår i släktet Proasellus och familjen sötvattensgråsuggor. Inga underarter finns listade i Catalogue of Life.